# Mythologie juive

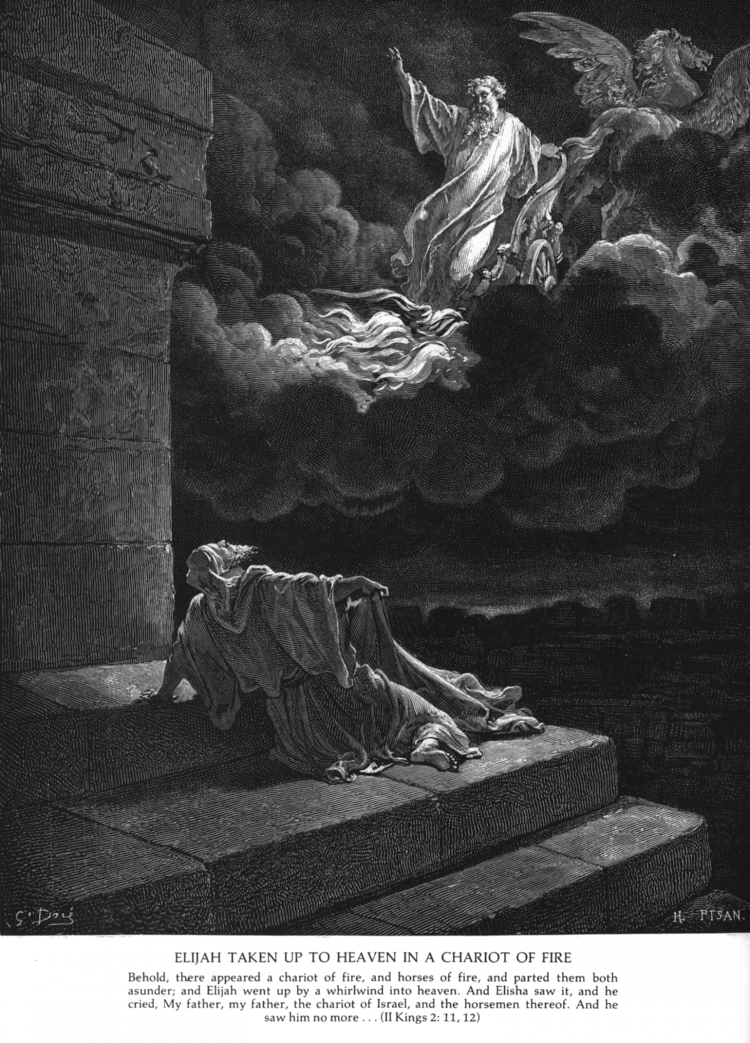
Élie appelé au ciel (2 Rois 2:11), gravure de Gustave Doré

La mythologie juive est un ensemble de légendes, récits sacrés et traditionnels qui visent à expliquer et symboliser la religion juive et largement repris par les autres religions abrahamiques. Les thèmes principaux sont le récit de la Création, le Léviathan, le Jardin d'Eden, le Déluge, l'Arche de Noé, la Tour de Babel ou encore la destruction de Sodome et Gomorrhe. La mythologie juive ne doit pas être confondue avec le folklore juif contemporain qui désigne l' ensemble des récits populaires propres à la culture juive actuelle. 
Initialement, le folklore était pratiquement indistinguable de la tradition aggadique, l'exégèse rabbinique homilétique et non-normative des Écritures. Il s'est par la suite développé au sein du peuple juif en tous lieux et à toutes époques de son histoire, donnant naissance à des personnages non moins présents dans sa culture comme le Dybbouk, le Golem de Prague dans le judaïsme occidental ou Goha dans le monde oriental.

## Dans le Tanakh

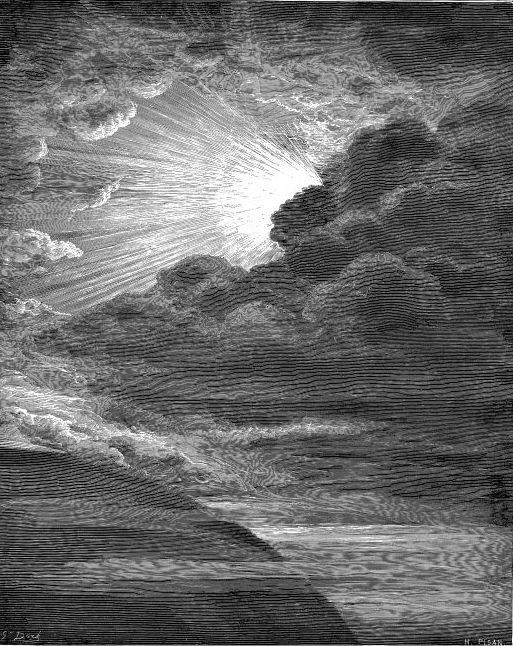
Création de la lumière, par Gustave Doré (1832-1883), une représentation littérale de la Genèse 1:3 ("Que la lumière soit").

L'histoire fondamentale du Tanakh (la Bible hébraïque) contient les premières et les plus sacrées histoires juives sur la création originelle et la survivance, par l'intervention directe de Dieu et de ses miracles : l'histoire de la création du monde en sept jours; la création d'Adam et d'Ève, le premier homme et la première femme ; le miracle d'Abraham et de Sarah ayant un fils dans leur vieil âge ; l'histoire de l'incroyable montée au pouvoir en Égypte de Joseph ; le miracle de Dieu fendant les flots de la Mer Rouge pour permettre aux Hébreux de s'échapper de l'esclavage en Égypte, et la manne fournie par Dieu lors de la traversée du désert. Dans ces histoires et dans beaucoup d'autres, Dieu parle ou intervient directement pour sauver ou aider leurs ancêtres et se trouve parmi eux. Il a même une place où résider et voyager avec eux, l'Arche d'alliance. Les douze tribus peuvent, à l'instar du reste de l'humanité, retracer leur lignée jusqu'à Adam et Ève.

## Dans le Talmud
La tendance du peuple à adopter les mythes païens des peuplades alentour, dénoncée par les prophètes bibliques, retourne en force pendant la période talmudique, probablement sous l'influence des populations babyloniennes et perses. Angéologie et démonologie prennent une place importante dans la diaspora juive de Babylone. En revanche, ces thèmes n’apparaissent pratiquement pas dans le Talmud de Jérusalem.  
Les autorités du Talmud semblent avoir été particulièrement influencées par la conception populaire en ce qui concerne la médecine traditionnelle. Moïse Maïmonide, un rabbin andalou exilé au Caire (1135-1204) condamne sévèrement diverses pratiques et croyances, dont certaines sont très répandues et accréditées par les Sages, comme le mauvais œil ou le recours aux talismans, dont on ne trouve trace dans la Bible, voire à l'invocation du Nom de Dieu pour traiter diverses maladies. Il fait toutefois remarquer que si tel maître adhère à telle idée, on en trouve souvent un autre pour la dénigrer. Si les présages sont occasionnellement pris au sérieux, et qu'un Sage considère de mauvais augure de faire les choses deux fois, comme de manger, de boire, de se laver les mains, ils sont souvent reconnus comme de simples croyances populaires. Par exemple, dans le cas de l'oniromancie, décrite dans la Bible, si le Talmud comporte un guide d'interprétation des rêves, parmi lequel cet enseignement de Rabbi Yohanan, que les rêves du matin, ceux qui nous concernent mais ont été rêvés par d'autres, ou encore les rêves répétitifs, sont véridiques, Rabbi Meïr déclare au contraire que les rêves n'apportent ni de bien ni de mal. Quant à Rabbi Ishmaël, qui vient de railler un oniromancien, il est ensuite capable d'interpréter un rêve inventé par un Samaritain de façon à le retourner contre celui qui a prétendu l'avoir rêvé. 
Certaines coutumes pourraient également être empruntées aux voisins. Une coutume remarquable dans le Talmud, est de planter des arbres à la naissance des enfants et de les entrelacer pour former la houppa quand ils se marient. Cette coutume se retrouve chez les Perses et en Inde.
Il est possible de distinguer dans les légendes aggadiques à caractère biblique, celles qui formèrent probablement les récits originaux de celles qui ont été développées par les principes exégétiques des aggadistes. Dans les aggadot tardives, plusieurs éléments ont certainement été importés de fables grecques ou indiennes: certains récits de Rav Papa présentent de nombreuses analogies avec les histoires de marins en général et celles des Mille et Une Nuits en particulier. L'Amora, relate qu'au cours de l'un de ses voyages, l'on aperçoit une île, mais peu après qu'on y a posé pied, elle remue, se révélant être un animal aquatique gigantesque. Les animaux fabuleux peuvent également être d'origine « locale » : dans le traité 'Houlin 59b, se tient une discussion concernant un daim et un lion géants, tous deux originaires d'une forêt mythique appelée Dvei Ilaï. On dit du lion que la largeur de son poitrail est de 9 pieds. Jules César demande un jour à un Rabbi de lui montrer le lion, car tous les lions peuvent être tués, mais le Rabbi refuse, et indique que le lion n'est pas ordinaire. Comme César insiste, le Rabbi appelle le lion de Dvei Ilaï, dont un rugissement suffit à ébranler les constructions et les murs de la ville de Rome et un second, d'une distance à peine moins grande, à faire tomber les dents des Romains.
Dans tous les cas, au-delà du merveilleux, le récit vise à une fin pédagogique ou homilétique, à attirer l'attention de l'auditoire, à transmettre l'esprit d'une loi, à en définir les contextes, etc. Par exemple, l'utilisation par un apologue du Midrash de l'image du centaure (kentorikon) pour décrire les fils dévoyés d'Enosh n'est pas gratuite : elle décrit la créature dont le haut a figure d'homme et le bas celui de bête, par opposition à l'homme de Dieu, dont le bas est humain et le haut divin.

## Dans la période post-talmudique
Après la dispersion des Juifs, leur dissémination parmi les autres nations de la terre produit des folklores distinctifs, influencés par les autres cultures. Les mythographes ont étudié comment les récits juifs ont commencé à emprunter ou adapter des histoires et des idées des autres cultures. La mythologie a acquis et s'est naturellement adaptée à chaque époque et en chaque lieu.    
Des variations dans les usages et les coutumes entre différents groupes de Juifs, permettent de déterminer leurs origines. Ainsi les Juifs anglais montrent quelquefois une réticence à s'asseoir à treize à table, probablement par influence de leurs voisins chrétiens, qui, eux, relient cela au dernier repas du Christ, tandis que les Juifs russes considèrent ce nombre comme particulièrement heureux, car c'est la guématrie de e'had (un), le dernier mot et le plus important du Chema [aleph (1) + khet (8) + daled (4) = 13].
D'autre part, de nombreuses histoires sont spécifiquement juives en nature et en origine. Par exemple, la croyance que la résurrection des morts se fera dans la Vallée de Josaphat, et qu'en conséquence, les morts doivent être enterrés avec une fourche à trois dents pour percer leur chemin vers Jérusalem s'ils ne sont pas enterrés en Terre sainte, est un corollaire spécifiquement juif du récit de la vie après la mort et de la vénération de Jérusalem.

## Dans les anciens contes folkloriques
Les contes folkloriques juifs racontent généralement des histoires avec des êtres surnaturels et se sont répandus parmi le peuple soit par les récits traditionnels des anciens, soit transmis par des étrangers. Les contes sont caractérisés par la présence de personnage inhabituels (nains, géants, fées, fantômes, etc.), par la transformation soudaine d'hommes en bêtes et vice-versa, ou par d'autres phénomènes surnaturels (chevaux volants, sommeil de cent ans, et autres). Certaines histoires aggadiques, et plus particulièrement celles relatant l'histoire de Og, roi de Bashân, présentent la même exagération que les Lügenmärchen des contes modernes germaniques. On trouve des traces, qu'un certain nombre de fables furent adoptées par les rabbins à partir de sources grecques ou indirectement indiennes.  

## Au Moyen Âge
Le peuple juif, de par sa dispersion géographique, a aidé à la propagation en Europe des contes folkloriques en provenance de l'Est. En plus de ces contes de sources étrangères, les Juifs en ont recueilli et composé d'autres qui étaient racontés dans les ghettos d'Europe et rassemblés en yiddish dans les Maasebücher. De nombreux contes contenus dans ces collections étaient aussi publiés séparément (voir les premières publications par Steinschneider in "Cat. Bodl." Nos. 3869-3942). Il est cependant difficile de tous les considérer comme contes folkloriques dans le sens donné ci-dessus, car dans certains, il ne se passe rien de féerique ni de surnaturel.

## Légendes

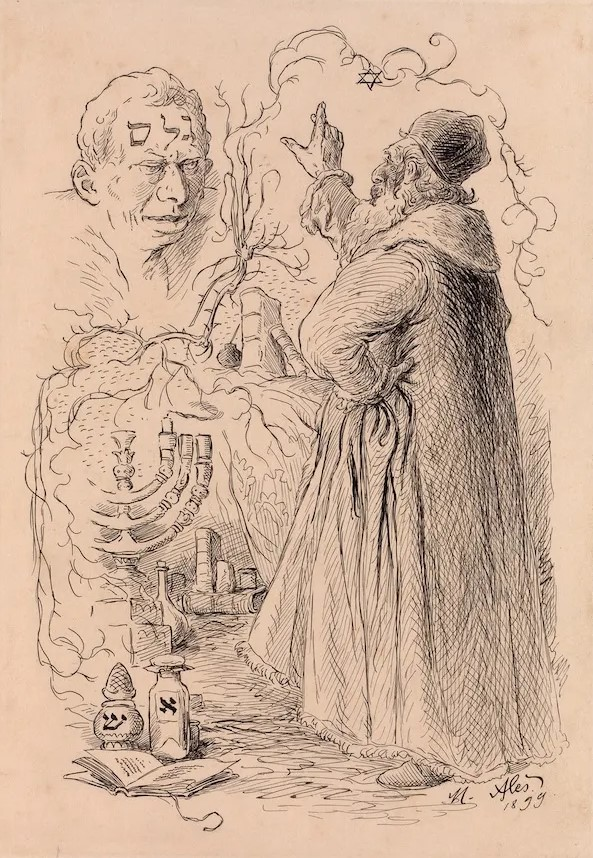
Rabbi Loew et le Golem par Mikoláš Aleš (1899).

Il y a peu de légendes spécifiquement juives du Moyen Âge qui peuvent être considérées comme des contes folkloriques, telles que celle du pape juif (Andreas) et celle du Golem, ou celle concernant le mur de la chapelle de Rashi, qui s'est reculé de façon à sauver la vie d'une pauvre femme qui risquait de se faire écraser par un chariot passant dans le chemin étroit. Plusieurs de ces légendes ont été assemblées par Abraham Tendlau dans son Sagen und Legenden der Jüdischen Vorzeit (Contes et Légendes des Juifs d'autrefois). 
Vers la fin du XIXe siècle, de nombreux contes folkloriques sont rassemblés par les Juifs ou publiés d'après des manuscrits en hébreu par Israel Lévi dans la Revue des Études Juives, dans la Revue des Traditions Populaires, et dans Melusine ; par Moïse Gaster dans Folk-Lore et dans les rapports du Collège Montefiore et par M. Grunwald dans Mitteilungen der Gesellschaft für Jüdische Volkskunde (Communications de la Société pour l'étude des cultures régionales juives) ; par L. Wiener dans le même périodique et par Friedrich Salomon Krauss dans Urquell.
En tout, quelque soixante à soixante-dix contes folkloriques ont été récupérés parmi les Juifs de l'époque, mais il n'y a guère que dans un cas que l'on trouve quelque chose de spécifiquement juif dans l'histoire. Dans la plupart des cas, on peut retracer l'origine du conte à des histoires provenant de peuples environnants. Ainsi, l'histoire de "Kunz et son berger" (Grunwald, Mitteilungen, ii. 1) se trouve aussi en anglais dans "Le roi Jean et l'abbé de Canterbury" ; et "L'élève du Magicien" (No. 4 of Wiener, dans Mitteilungen, x. 103) est une histoire largement répandue. L'histoire bien connue du "Le langage des oiseaux" qui a été étudiée par Frazer (Archeological Review, iii., iv.; comp. Urquell, v. 266), et reprise dans Mitteilungen, i. 77. No. 4 dans la collection de Wiener est similaire au conte folklorique de "La Fille du Géant" dont certains retracent l'origine jusqu'à la légende de Médée. Deux des histoires reprises par Grunwald, la no 13, "Les oiseaux d'Ibycus", et la no 14, "L'Anneau de Polycrates", semblent provenir de sources classiques, tandis que la no 4 retrace l'épisode bien connu des "Bêtes reconnaissantes", que Theodor Benfey a pu suivre au travers de l'Europe jusqu'en Inde (Kleine Schriften, i.). Même dans les contes ayant une fin comique et connus des folkloristes sous le nom de drôleries, il n'y a guère d'originalité juive. La première des histoires rassemblées par Wiener est le conte bien connu de "L'homme dans le sac", qui arrive à s'en sortir en racontant aux passants qu'il a été condamné contre sa volonté à se marier avec une princesse (voir Jacobs, "Indian Fairy Tales").

## Mythologie comparative
La mythologie juive contient des similarités avec les mythes des autres cultures, et semble avoir absorbé des éléments de mythologies anciennes du Proche-Orient. Le judaïsme a réagi contre ces mythologies, recherchant à purger sa propre mythologie de tous les éléments païens. En plus, les éléments de la mythologie juive ont eu une influence profonde sur la mythologie chrétienne et la mythologie islamique, ainsi que sur la culture occidentale en général. La mythologie chrétienne a hérité directement de nombreux récits du peuple juif, partageant les récits de l'Ancien Testament et plus particulièrement les histoires qui parlent de la création de la terre et des humains et de la croyance en un seul Dieu comme Dieu le Père. La mythologie islamique se développe après la mythologie juive et partage certaines de ses histoires, par exemple, un récit de la création en six périodes, la légende d'Abraham et les histoires de Moïse et des Israélites.  

### Contrastes avec la mythologie païenne

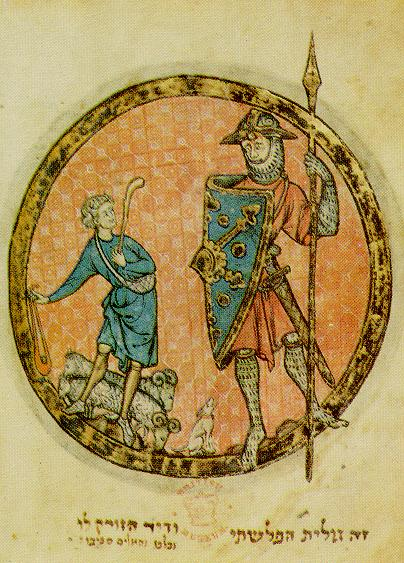
David contre Goliath, dessin du XIIIe siècle par un Juif de France.

Les anciens Hébreux participaient souvent aux mêmes rites païens que leurs voisins du Moyen-Orient, vénérant d'autres dieux en même temps que leur propre Dieu Yahvé,. Par exemple, du temps d'Ézéchiel, les femmes juives se réunissaient pour prier Tammuz, un dieu babylonien de la fertilité. Ces religions païennes se composaient de dieux personnifiant des phénomènes naturels comme les orages ou la fertilité. Du fait de ce type de culte, Mircea Eliade soutient que ces religions du Moyen-Orient s'exprimaient avec des « mythologies riches et dramatiques », où figuraient les « dieux forts et dynamiques et les divinités orgiastiques ».
Les prophètes bibliques, y compris Isaïe, Ézéchiel, et Jérémie avaient un concept du divin qui se différenciait de façon significative des religions de la nature. Selon la mythologie juive, leurs vies étaient remplies de miracles, de signes et de visions de YHVH qui maintenaient la mythologie juive active, florissante et distincte des mythologies païennes de leurs voisins. Au lieu de voir HYVH comme leur propre dieu tribal, un dieu parmi les nombreux autres dieux, ces prophètes le voyaient comme le Dieu unique de tout l'univers.
Les prophètes condamnent la participation des Hébreux aux cultes de la nature, et refusent d'identifier totalement le divin avec les forces de la nature. En faisant ainsi, ils établissent les bases d'un nouveau type de mythologie, basée sur un Dieu unique (YHVH) qui existe au-delà du monde naturel. À la différence de Tammuz, qui meurt et revit avec la végétation, le Dieu des prophètes hébreux est au-delà de la nature et donc n'est pas relié aux cycles des phénomènes naturels : 
« Tandis que les dieux des Babyloniens combattaient en permanence les forces du chaos, et avaient besoin des rituels de la nouvelle année pour restaurer leur énergie, Yahvé pouvait simplement se reposer le septième jour, son travail terminé. »
À travers l'influence des prophètes, la mythologie juive représentait de plus en plus Dieu comme distant de la nature et agissant indépendamment des forces naturelles . D'une part, cela produisait une mythologie qui était en un sens moins complexe. Au lieu de répéter éternellement le cycle saisonnier des actes, YHVH se tenait en dehors de la nature et intervenait sur elle, produisant des évènements historiquement sans précédent :
« C'était de la théophanie d'un nouveau genre, jusqu'alors inconnue, l'intervention de Yahvé dans l'histoire. C'était donc quelque chose d'irréversible et de non répétitif. La chute de Jérusalem ne réitère pas la chute de Samarie : la ruine de Jérusalem présente une nouvelle théophanie historique, un autre 'courroux' de Yahvé. […] Yahvé se situe en dehors du monde des abstractions, des symboles et des généralités; il agit dans l'histoire et entre en relation avec les êtres historiques présents. »
D'autre part, ce Dieu transcendant était absolument unique et difficile à imaginer par les humains,. Aussi les mythes qui l'entouraient étaient dans un sens moins complexes: ils n'impliquaient pas les actions des dieux multiples anthropomorphes. Dans un sens, « Yahvé n’est pas entouré de mythes multiples et variés », et ne partage pas « les mythologies riches et dramatiques » de ses contreparties païennes.
Les prophètes hébreux devaient se battre contre la popularité des dieux de la nature et la mythologie juive reflétait ce combat. En fait, certains des mythes juifs ont peut-être été conçus consciemment pour refléter le conflit entre la paganisme et un nouveau monothéisme intransigeant. Dans le Psaume 82, Dieu se tient dans l'Assemblée de Dieu et condamne les divinités païennes : "bien qu'ils soient des dieux, dit-Il, ils mourront comme des hommes mortels". L'historienne indépendante Karen Armstrong interprète le mythe de la création dans Genèse 1 « comme une polémique équilibrée et posée contre les anciennes cosmogonies belliqueuses », et plus particulièrement le mythe cosmogonique babylonien. Le Enuma Elish babylonien décrit le dieu Marduk gagnant la royauté contre les autres dieux et qui se bat avec le dragon femelle Tiamat, lui fend le corps en deux et crée le monde à partir son corps. À l'opposé, Armstrong soutient que dans le récit de la Genèse (et dans le livre d'Isaïe qui décrit la victoire de YHVH sur le monstre marin Léviathan):
« le soleil, la lune, les étoiles, le ciel et la terre ne sont pas des dieux avec leur propre droit, hostiles à Yahvé. Ils sont serviles à son égard, et créés pour une fin purement pratique. Le monstre marin n'est pas Tiamat, mais est une créature de Dieu qui fait sa soumission. »

### Relations avec la mythologie païenne
Quelques mythologistes comparatifs pensent que la mythologie juive a absorbé certains éléments de la mythologie païenne. Selon ces historiens, même en résistant aux « cultes » païens, les Juifs ont volontairement absorbé des éléments de la « mythologie » païenne,. Que le judaïsme ait ou n'ait pas absorbé des idées du paganisme, les mythes juifs contiennent certaines similarités avec les mythes d'autres cultures.  

#### Le déluge mythologique

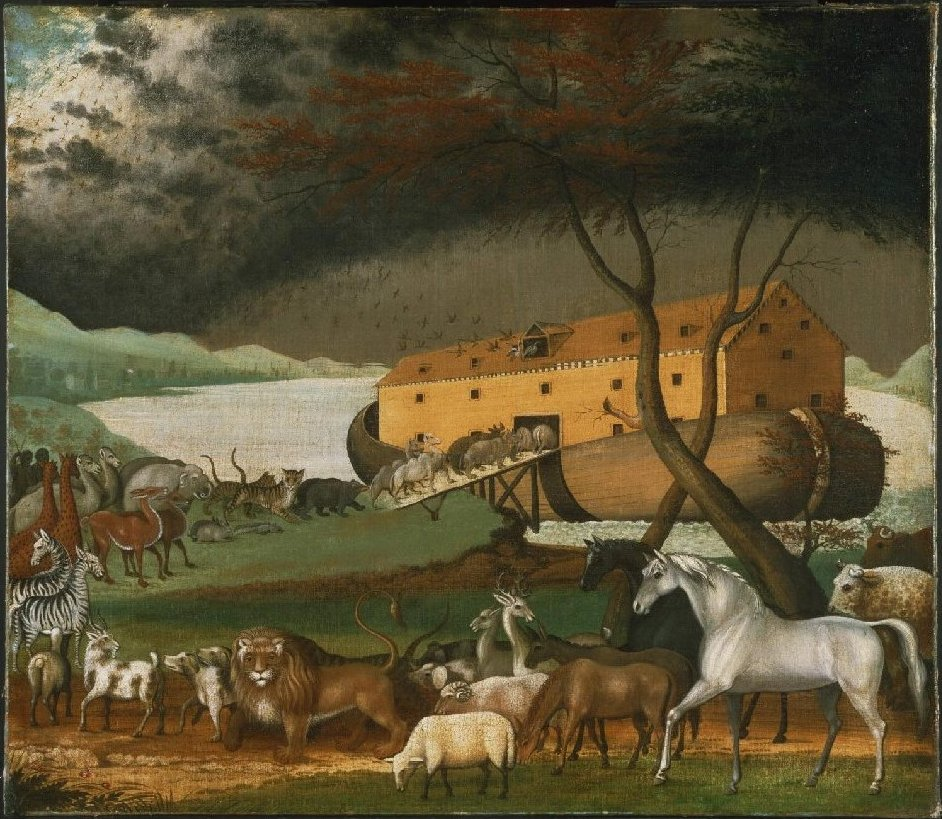
L'Arche de Noé par Edward Hicks (1780-1849), basé sur l'histoire de la Bible hébraïque, Genèse 6:5-22.

L'histoire biblique de Noé et du déluge possède des similarités avec des histoires de déluge rapportées dans le monde. Une des plus proches est celle du mythe mésopotamien du déluge mondial, racontée dans l'histoire mésopotamienne l'Épopée de Gilgamesh. Dans l'histoire du déluge de la Bible hébraïque, Dieu décide, en raison du caractère coupable de l'humanité, de noyer le monde et de recommencer par-dessus. Dieu conseille à Noé de construire une arche et d'installer au moins deux animaux de chaque espèce dans le bateau, ainsi que sa famille. Le déluge arrive et recouvre la totalité de la terre. Après 40 jours, Noé envoie un corbeau pour vérifier si les eaux ont décru, puis une colombe. Après être sorti du bateau, Noé offre un sacrifice à Dieu qui sent la douce saveur et promet de ne plus redétruire la terre par les eaux. De même, dans l'histoire mésopotamienne, le tohu-bohu de l'humanité perturbe les dieux qui décident d'envoyer le déluge ; averti par un des dieux, un homme du nom de Uta-Napishtim construit un bateau et met des animaux à l'intérieur, ainsi que sa famille ; Après le déluge, il envoie une colombe, puis une hirondelle, et enfin un corbeau pour vérifier la décrue des eaux ; et après sa sortie du bateau, Uta-Napishtim offre un sacrifice aux dieux qui sentent la douce saveur et se repentent d'avoir envoyé le déluge.   
Un autre mythe similaire est l'histoire hindoue de Matsya le poisson. Selon cette histoire, le dieu Vishnou prend la forme d'un poisson et avertit l'ancêtre de l'humanité Manu de l'imminence d'un déluge. Il lui demande de mettre toutes les créatures de la terre dans un bateau. À la différence des récits bibliques et mésopotamiens, ce déluge n'est pas un évènement unique décidé par un pouvoir divin, mais est une des destructions et recréations de l'univers qui se reproduisent à intervalles réguliers dans la mythologie hindoue.

#### Le mythe du combat

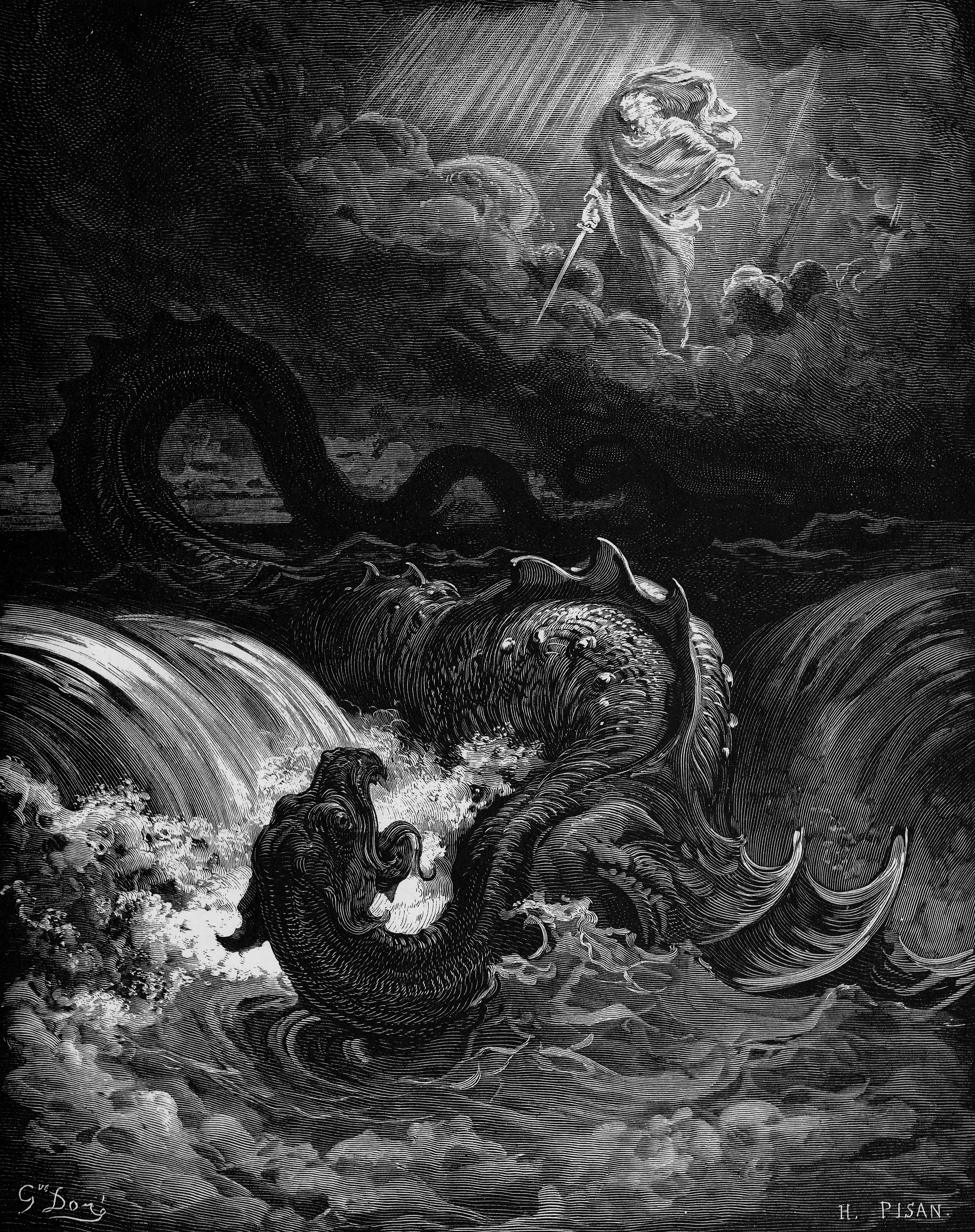
Destruction du Léviathan, 1865 par Gustave Doré. Le monstre marin est mentionné six fois dans la Bible hébraïque.

La plupart des voisins païens des Hébreux ont un combat mythique qui oppose le bon dieu au démon du chaos; un exemple de ce mythème est le Enuma Elish babylonien. Selon l'historien Bernard McGinn, l'imagerie du mythe du combat a influencé la mythologie juive. Le mythe du triomphe de YHVH sur le Léviathan, un symbole du chaos, a la forme d'un mythe de combat. En plus, McGinn pense que les Hébreux utilisaient le motif du mythe du combat aux relations entre Dieu et Satan: initialement un émissaire à la cour de Dieu, dont le rôle était d'agir en tant qu'accusateur de l'humanité (satan signifie « s'opposer »), Satan a évolué en un être avec un domaine apparemment indépendant d'intervention comme source du mal ; et plus du tout en émissaire de Dieu, mais en son adversaire dans un combat cosmique.
Même l'histoire de l'Exode présente l'influence du mythe du combat. McGinn croit que le Chant de la Mer, que les Hébreux chantèrent après avoir vu Dieu noyer l'armée égyptienne dans la mer Rouge, comporte «des motifs et le langage du mythe du combat utilisé pour accentuer l'importance de cet évènement fondateur dans l'identité religieuse d'Israël : la traversée de la mer Rouge et la délivrance d'Égypte ». De même, Armstrong note la similitude entre les mythes païens dans lesquels les dieux « divisent la mer en deux quand ils créent le monde » et le mythe de l'Exode d'Égypte, où Moïse divise la Mer des Roseaux (la mer Rouge), « bien que ce qui est 'produit' dans le mythe de l'Exode ne soit pas un cosmos, mais un peuple ».

#### Autres relations avec des mythologies non-juives
L'histoire des Grigori de la Torah, des êtres célestes descendus sur terre pour surveiller les hommes, mais qui se sont mariés avec des femmes humaines et ont eu des enfants, appelés nephilim (Genèse 6: 1-4), est très certainement dérivée de la mythologie païenne. La tradition juive regarde les Grigori comme des anges déchus, mais le mythe peut être un fragment d'une mythologie païenne, où les dieux se croisaient avec des humains pour produire des héros.
Joseph Campbell note que l'histoire du fruit défendu du jardin d'Éden est l'exemple d'un sujet très populaire dans les contes de fée, connu par les folkloristes sous le nom de l'objet défendu (comme autre exemple d'objet défendu, voir le conte serbe Bach Tchelik (en), dans lequel, le héros a l'interdiction d'ouvrir une certaine porte, mais qu'il ne va pas respecter, relâchant ainsi le mal).

### Perception du temps

#### La mythologie juive et le temps linéaire
Selon le spécialiste du Proche-Orient William A. Irwin, la Bible hébraïque présente l'histoire comme « une réalité compréhensible, élevée à la plus haute importance ». Le temps est linéaire dans la mythologie juive, et les textes sacrés permettent de remonter aux ancêtres et à leur généalogie. Les autres cultures traditionnelles limitaient les évènements mythiques à l'origine du temps, et voyaient les évènements historiques importants comme des répétitions de ces évènements mythiques. À l'opposé, les évènements importants dans la mythologie juive ne sont pas limités à un âge primordial éloigné : les mythes et les légendes juives s'étirent « depuis un passé lointain jusqu’à un éternel futur ». Ceci ne signifie pas que 'tous' les évènements historiques aient une signification dans le judaïsme ; cependant, dans la mythologie juive, des évènements significatifs se produisent tout au long de l'histoire, et ne sont pas simplement répétitifs l'un de l'autre ; chaque évènement significatif est un nouvel acte de Dieu:  
« La chute de Samarie s'est réellement produite dans l'histoire [...] C'était aussi quelque chose d'irréversible et d'unique. La chute de Jérusalem ne reproduit pas la chute de Samarie : la ruine de Jérusalem représente une nouvelle théophanie historique. »
En représentant le temps comme une progression linéaire d'évènements, plutôt que comme une éternelle répétition, la mythologie juive suggère la possibilité de progrès.
La vision de l'histoire était très novatrice pour la période. Héritée par la chrétienté, elle a profondément influencé la philosophie et la culture occidentale. Même des mouvements occidentaux soi-disant séculaires ou politiques ont travaillé avec la vision du progrès et de l'histoire linéaire héritée du judaïsme. En raison de cet héritage, l'historien des religions Mircea Eliade soutient que le « Judéo-Christianisme a produit une innovation de la première importance » en mythologie.

#### Possibilité de l'influence zoroastrienne
Le mythologiste Joseph Campbell croit que les idées judéo-chrétienne de l'histoire linéaire et progressiste trouvent leurs origines dans la religion perse du zoroastrisme. Dans les mythologies de l'Inde et de l'Extrême-Orient, « le monde ne doit pas être réformé, mais seulement connu, vénéré et ses lois obéies ». À l'opposé, dans le zoroastrisme, le monde présent est « corrompu [...] et doit être réformé par une action humaine ». Selon Campbell, « cette vue progressiste de l'histoire cosmique peut être entendue d’écho en écho, en grec, latin, hébreu et araméen, en arabe et en toutes les langues occidentales ».    
R. C. Zaehner, professeur de religions orientales, soutient qu’il y a une influence directe du zoroastrisme sur les mythes eschatologiques juifs, et plus particulièrement sur la résurrection des morts avec récompenses et punitions.

## Compilations desAggadotet des folklores
- (en) : The Legends of the Jews, par le rabbin Louis Ginzberg, est une synthèse originale d’une grande quantité de aggadot de la Mishnah, des deux Talmuds et du Midrash. Cette œuvre contient une très grande quantité d’aggadot, mais ne possède pas d’anthologie pour présenter les textes séparément. Au contraire, elles ont été réécrites de façon à former un seul récit qui s’étale sur cinq volumes, plus deux volumes de notes qui donnent les sources spécifiques.
- Le Ein Yaakov est une compilation du matériel aggadique du Talmud babylonien avec des commentaires.
- Le Sefer Ha-Aggadah (« Le livre des Légendes ») est une compilation classique de aggadot de la Mishnah, des deux Talmuds et du Midrash. Il a été édité par Haïm Nahman Bialik et Yehoshua Hana Ravnitzky. Bialik et Ravnitky ont travaillé pour donner une compilation compréhensible et représentative des aggadot ; ils ont passé trois ans pour compiler leur travail. Quand ils trouvaient la même aggada dans de multiples versions, provenant de multiples sources, ils ont généralement sélectionné celle du Talmud babylonien. Cependant, ils ont aussi présenté une grande série d’aggadot séquentiellement, donnant la version du Talmud de Jérusalem, celle du Talmud de Babylone et celle d’une compilation classique du Midrash. Dans tous les cas, les aggadot sont présentées avec leur source originale. Dans leur édition initiale, ils ont traduit l’araméen en hébreu moderne. Le Sefer Ha-Aggadah a d’abord été publié en novembre 1908 à Odessa, en Russie, puis réimprimé de nombreuses fois en Israël. Il a été traduit en anglais en 1992 par William G. Braude sous le titre The Book of Legends.
- Mimekor Yisrael, par Micha Josef (bin Gorion) Berdyczewski. Berdyczewski était intéressé à compiler le folklore et les légendes du peuple juif, des temps anciens, jusqu'à l'aube des temps modernes. Sa collection comprend un grand nombre d'aggadot, bien qu'il les ait limitées à celles qu'il considérait faire partie du folklore.

## Relation avec la science-fiction
Dans le siècle dernier et jusqu'à nos jours, il y a eu beaucoup de réécritures des mythes juifs (principalement de la Torah) et leur transposition dans le domaine de la science-fiction.
Isaac Asimov note dans son introduction à sa publication More Wandering Stars: An Anthology of Outstanding Stories of Jewish Fantasy and Science Fiction : 
« ...La science-fiction peut-elle faire partie de la culture juive ? À partir des histoires fantastiques, nous le savons... et quand je pense à tout cela, il me semble que c'est vrai et que nous le savons. Et de quelle source ?  Et d’où alors ? De la source hébraïque de toute chose, de la Bible. Nous n'avons qu'à regarder dans la Bible pour nous voir nous-mêmes. »
Puis il continue, en montrant un parallélisme entre les histoires bibliques et la science-fiction moderne:  
- « Que la lumière soit ! » est un exemple de mécanismes scientifiques avancés.
- Dieu est un extraterrestre.
- Adam et Eve sont des colons sur une nouvelle planète.
- Le serpent est un étranger, car les serpents terrestres ne parlent pas et ne présentent aucun signe d'intelligence, et en plus ils sont trayf (non-cachers).
- Le déluge raconte l'histoire d'une catastrophe mondiale et il y a des survivants comme dans La Lune inconstante de Larry Niven.
- La Tour de Babel a inspiré en partie Fritz Lang pour son film Metropolis (1927).
- Moïse contre les magiciens égyptiens est une guerre technologique avancée.
- Samson est un héros d'heroic fantasy (médiéval fantastique).
- Le premier chapitre d'Ezéchiel est le récit d'un OVNI.

Le Hugo Awards, une des plus importantes distinctions pour un écrivain de science-fiction, a récompensé de nombreuses histoires directement importées de la Bible, par exemple:    
- The Star d'Arthur C. Clarke (Sur une certaine étoile)
- I Have No Mouth And I Must Scream d'Harlan Ellison (Quand Dieu est en colère)
- Inconstant Moon de Larry Niven (Une explication du déluge)
- The Deathbird d'Harlan Ellison (Un nouveau récit de la Genèse)

Ceci ne représente que quelques exemples des adaptations et emprunts à la mythologie juive par les écrivains modernes.  

## Adaptation en bandes dessinées
Les deux créateurs juifs, Jerry Siegel et Joe Shuster, de Superman, la première bande dessinée d'un super-héros, ont largement puisé leurs idées dans l'histoire du Golem de Prague.

### En langue française
- Les Légendes des Juifs de Louis Ginzberg, éditions du Cerf, collection « Patrimoines »
  - Tome 1: La Création du monde; Adam, les dix générations; Noé; 18 mars 1997;  (ISBN 2204053104 et 978-2204053105)
  - Tome 2: Abraham; Jacob; 20 octobre 1998;  (ISBN 2204061360 et 978-2204061360)
  - Tome 3: Joseph; les fils de Jacob; Job; Moïse en Égypte; 391 pages; 31 janvier 2002  (ISBN 2204068276 et 978-2204068277)
  - Tome 4: Moïse dans le désert: 532 pages; 8 octobre 2003  (ISBN 2204069205 et 978-2204069205)
  - Tome 5: Josué; les Juges; Samuel et Saül ; David; Salomon, 270 pages, 20 août 2004  (ISBN 2204074608 et 978-2204074605)
  - Tome 6, Juda et Israël ; Élie; Élisée et Jonas ; Les rois de Juda des périodes plus tardives ; L'exil ; Le retour de captivité ; Esther, 369 pages, 28 septembre 2006  (ISBN 2204079782 et 978-2204079785)
- Les Mythes hébreux : Le Livre de la Genèse de Robert Graves et Raphaël Patai, 290 pages, Fayard  (ISBN 2213020639 et 978-2213020631)

### En langue anglaise
- (en) Armstrong, Karen. A Short History of Myth. NY: Canongate, 2005.
- (en) Ausubel, Nathan, ed. A Treasury of Jewish Folklore: The Stories, Traditions, Legends, Humor, and Wisdom of the Jewish People NY: Crown Publishers, 1990.
- René Bloch, Moses und der Mythos: die Auseinandersetzung mit der griechischen Mythologie bei jüdisch-hellenistischen Autoren, Brill, Leiden, Boston, 2011 (Supplements to the Journal for the study of Judaism, 145), recension de Gábor Buzási,  Bryn Mawr Classical Review 2012.04.59
- (en) Irwin, William A. "The Hebrews". (Frankfort et al. The Intellectual Adventure of Ancient Man. Chicago: U. of Chicago P., 1977. p. 221-360.)
- (en) Mimekor Yisrael: Classical Jewish Folktales, Micha Joseph bin Gorion, traduit en anglais par I. M. Lask, Trans. Trois volumes. Bloomington, Indiana University Press, 1976
- (en) Mimekor Yisrael: Classical Jewish Folktales Abridged and Annotated Edition Micha Joseph bin Gorion. C'est un livre abrégé en un volume avec introduction et notes de tête, par Dan Ben-Amos. Indiana University Press. 560 pages  (ISBN 0-253-31158-6).
- (en) Four Master Folklorists And Their Major Contributions Peninnah Schram, from Opening Worlds of Words, Peninnah Schram et Cherie Karo Schwartz